# Pseudohemiodon apithanos
Pseudohemiodon apithanos är en fiskart som beskrevs av Isaac J.H. Isbrücker och Nijssen, 1978. Pseudohemiodon apithanos ingår i släktet Pseudohemiodon och familjen Loricariidae. Inga underarter finns listade i Catalogue of Life.